# Simon Koech
Simon Kiprop Koech (contea di Kericho, 10 giugno 2003) è un siepista keniano, ha vinto la Diamond League 2023 nei 3000 metri siepi.

## Biografia
Simon Kiprop Koech proviene da un villaggio nella contea di Kericho, nel Kenya sudoccidentale. Ha abbandonato la scuola perché la sua famiglia non poteva più pagare le rette. Ha poi iniziato a dedicarsi all'atletica, ispirato dal suo connazionale e quattro volte campione mondiale di corsa a ostacoli, Ezekiel Kemboi.
Ha gareggiato nelle sue prime gare di corsa a ostacoli nel 2021, qualificandosi ai Mondiali U20, nei quali ha vinto la medaglia di bronzo nei 3000 metri siepi.
Dopo un anno in cui non ha corso, nel 2023 ha vinto i campionati keniani sempre nei 3000 m siepi ed i trials per i campionati mondiali. Al suo debutto nella Diamond League, ha vinto la tappa dell'Herculis nel Principato di Monaco stabilendo il suo primato. Ai mondiali di Budapest giunge 7º nella finale. A settembre si aggiudica la Diamond League vincendo le finali al Prefontaine Classic a Eugene.

## Palmarès
| Anno | Manifestazione     | Sede     | Evento       | Risultato | Prestazione | Note                                     |
| ---- | ------------------ | -------- | ------------ | --------- | ----------- | ---------------------------------------- |
| 2021 | Mondiali U20       | Nairobi  | 3000 m siepi | Bronzo    | 8'34"79     | [ 4 ]                                    |
| 2023 | Mondiali           | Budapest | 3000 m siepi | 7º        | 8'14"37     | [ 5 ]                                    |
| 2024 | Giochi panafricani | Accra    | 5000 m piani | 8º        | 13'49"35    |                                          |
| 2024 | Giochi panafricani | Accra    | 3000 m siepi | Bronzo    | 8'26"19     |                                          |
| 2024 | Giochi olimpici    | Parigi   | 3000 m siepi | 7º        | 8'09"26     | Miglior prestazione personale stagionale |

## Campionati nazionali
- 3 volte campione nazionale keniano dei 3000 m siepi (2023, 2024, 2025)

2023
- Oro ai campionati keniani (Nairobi), 3000 m siepi - 8'26"00

2024
- Oro ai campionati kenioti, 3000 m siepi - 8'18"45

2025
- Oro ai campionati kenioti, 3000 m siepi - 8'22"99
- 23º ai campionati kenioti di corsa campestre - 32'07"

## Altre competizioni internazionali
2023
- Oro all'Herculis ( Monaco), 3000 m siepi - 8'04"19
- Oro al Prefontaine Classic ( Eugene), 3000 m siepi - 8'06"26
- Vincitore della Diamond League nella specialità dei 3000 m siepi

2025
- Bronzo alla Shanghai Diamond League ( Shaoxing), 3000 m siepi - 8'09"05